# 시토쿠
시토쿠(至徳, しとく)는 일본 남북조 시대의 연호(元号) 중 하나이다. 북조에서 사용되었다.
- 전후 : 에이토쿠(永徳) 이후 - 가케이(嘉慶) 이전.
- 시기 : 1384년 ~ 1386년
- 천황
  - 북조 : 고코마쓰 천황
  - 남조 : 고카메야마 천황
- 쇼군 : 무로마치 막부의 아시카가 요시미쓰

## 개원(改元)
- 에이토쿠 4년 2월 27일(율리우스력 1384년 3월 19일), 갑자혁령에 해당해 개원.
- 시토쿠 4년 8월 23일(율리우스력 1387년 10월 5일), 가케이로 개원된다.

## 출전
『효경』의 「先王有至徳要道、以訓天下、民用和睦、上下亡怨」.

## 서력과의 대조표
| 시토쿠 | 원년      | 2년      | 3년      | 4년      |
| ------ | --------- | -------- | -------- | -------- |
| 서력   | 1384년    | 1385년   | 1386년   | 1387년   |
| 남조   | 겐추 원년 | 겐추 2년 | 겐추 3년 | 겐추 4년 |
| 간지   | 갑자      | 을축     | 병인     | 정묘     |

## 같이 보기
- 일본의 연호 일람
- 지덕(至德): 중국 남북조시대의 국가 진의 연호(583년 ~ 586년).
- 지덕(至德): 당나라의 연호(756년 ~ 758년).

| 이전 에이토쿠 | 일본 북조의 연호 1384년 ~ 1387년 | 다음 가케이 |